# Euryopis laeta
Euryopis laeta là một loài nhện trong họ Theridiidae.
Loài này thuộc chi Euryopis. Euryopis laeta được Johan Peter Westring miêu tả năm 1861.